# Vöhringen (Bawaria)
Vöhringen – miasto w Niemczech, w kraju związkowym Bawaria, w rejencji Szwabia, w regionie Donau-Iller, w powiecie Neu-Ulm. Leży około 15 km na południe od Neu-Ulm, nad rzeką Iller, przy autostradzie A7 i linii kolejowej Oberstdorf – Ulm.

## Polityka
Burmistrzem miasta jest bezpartyjny Karl Janson, rada miasta składa się z 24 osób.
|      | CSU | SPD | FWG | Zieloni | Razem |
| 2008 | 12  | 7   | 4   | 1       | 24    |
| 2002 | 10  | 7   | 6   | 1       | 24    |

### Współpraca
Miejscowości partnerskie:
- Hettstedt, Saksonia-Anhalt
- Venaria Reale, Włochy
- Vizille, Francja